# Cyklopřívěs

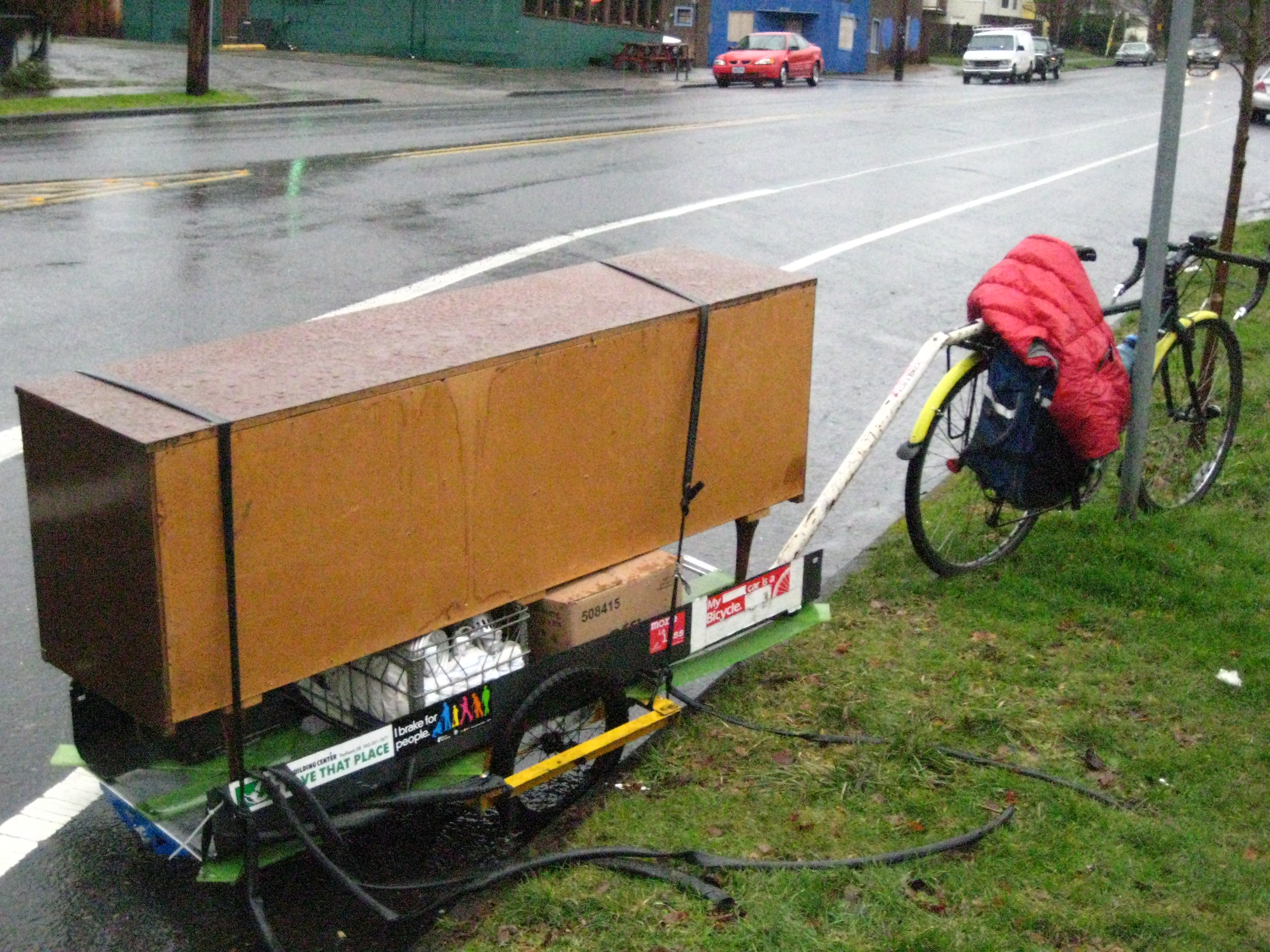
Stěhování skříně na cyklovozíku v Oregonu

Cyklopřívěs nebo cyklovozík je označení vozíku, který se připevňuje za jízdní kolo obvykle za účelem rozšíření možností převozu nákladu. Na větších cyklovozících je možné převážet náklad až o rozměrech třech metrů krychlových a váze půl tuny.

## Druhy vozíků
S ohledem nejen na typ nákladu, ale i povahu trasy, jsou navrhovány a vyráběny různorodé cyklovozíky.

### Podle počtu kol
Cyklovozíky mají pro tažení většinou jen jedno nebo dvě kola. Zvláště u dětských vozíků je ale časté, že je možné je použít i jako kočárek. V takovém režimu pak používají další jedno nebo dvě často snímatelná kolečka.
- Cyklovozíky s jedním kolem mívají menší rozměry i nosnost. Jediné kolo je obvykle umístěna až na úplném konci soupravy a značná část hmotnosti nákladu je tedy nesena zadním kolem bicyklu. Výhodou je vyšší stabilita (do zatáček je možno vozík naklánět) a zachovaný jednostopý profil kola, díky kterému kolo s vozíkem projede i po úzkých cestách.
- Cyklovozíky s dvěma koly jsou obvykle dvoustopé a kola jsou umístěna po stranách vozíku, takže z váhy vozíku dopadá jen malá část na zadní kolo jízdního kola. Takový vozík má obvykle výrazně větší kapacitu, ale bývá také širší a tedy je potřeba počítat s rizikem, že na trase souprava někde nebude moci projet.

### Podle nákladu

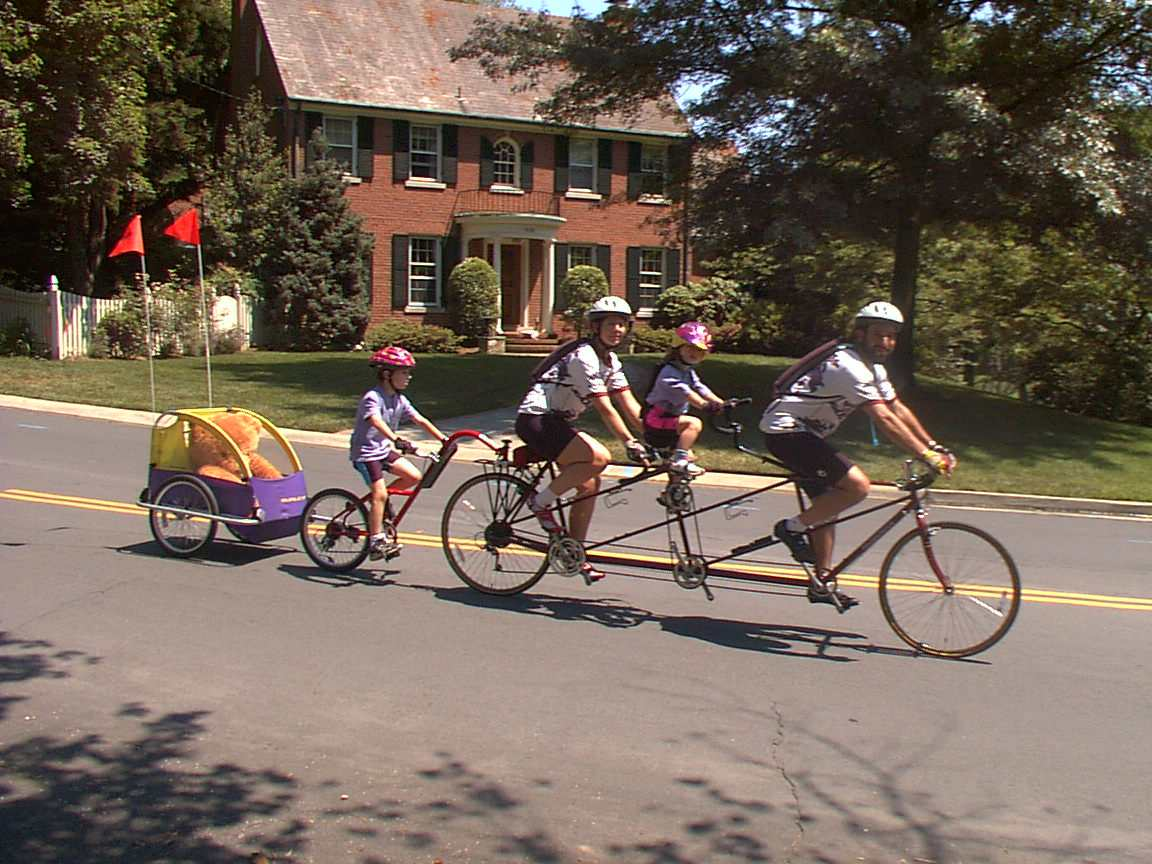
Rodina veze plyšového medvěda v sériově vyráběném vozíku pro děti

- Dětský cyklovozík zamýšlený k převozu dítěte či dětí je obvykle tvořen zejména pevnou kovovou konstrukcí, která chrání pasažéra uchyceného bezpečnostními pásy na sedačce uprostřed vozíku. Bezpečnosti bývá podřízen i zbytek návrhu cyklovozíku. U dvoustopých vozíků bývá nízké těžiště a široký rozchod kol, aby se předešlo převržení, kovová konstrukce je pokryta látkou a průhlednými okénky či síťkami, aby bylo dítě chráněno před kameny odletujícími od zadního kola bicyklu i počasím. Také bývá vybaven vlaječkou na prutu, aby se snížila pravděpodobnost, že ho ostatní účastníci dopravního provozu přehlédnou. Pro větší komfort na nerovném povrchu bývá u některých vozíků také odpružení. Pro nejmenší děti je potřeba zvláštní sedačka.[1]
- Vozíky na kánoi či kajak případně i na surfovací prkno bývají uzpůsobeny na převážení podlouhlých, nepříliš těžkých objektů[2]
- Univerzální cyklovozíky jsou určeny pro běžnou přepravu nákladů.

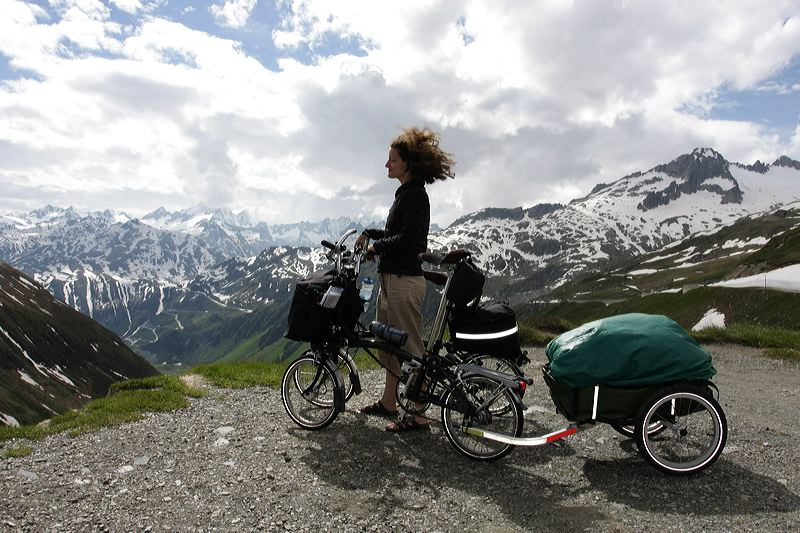
Nákladní cyklovozík za skládacím kolem Brompton v průsmyku Furka

- Vozíky pro psa či kočku bývají do jisté míry podobné vozíkům pro děti, ale nemají sedačku a zvíře je připoutáno přímo k vozíku

## Cyklopřívěsy v legislativě
§ 58 zákona 361/2000 Sb. říká: „Za jízdní kolo se smí připojit přívěsný vozík, který není širší než 900 mm, má na zádi dvě červené odrazky netrojúhelníkového tvaru umístěné co nejblíže k bočním obrysům vozíku a je spojen s jízdním kolem pevným spojovacím zařízením. Zakrývá-li přívěsný vozík nebo jeho náklad za snížené viditelnosti zadní obrysové červené světlo jízdního kola, musí být přívěsný vozík opatřen vlevo na zádi červeným neoslňujícím světlem.“
V roce 2011 vznikl výkladový spor o to, zda se zákaz přepravovat osoby v přívěsech (§ 48 odst. 5 zákona 361/2000 Sb.: „V jiném přípojném vozidle, než které je určeno pro přepravu osob, je přeprava osob, s výjimkou případů podle § 51, zakázána.“) vztahuje i na tyto přívěsy (použitý termín odkazuje k odstavci 2, který začíná: „V motorovém nebo jeho přípojném vozidle, které je určeno pro přepravu osob…“). Podle webu Nakole.cz bylo v Česku provozováno více než 12 000 těchto vozidel.
České ministerstvo dopravy navíc v roce 2011 tvrdilo, že žádné přívěsné vozíky za kolo nejsou v tuto chvíli v Česku homologovány pro provoz na pozemních komunikacích a tedy nesmí do provozu, ačkoliv prováděcí předpis v té době říkal, že technická způsobilost jízdních kol se neschvaluje. 
Poslanci Václav Cempírek a Jana Kaslová v roce 2011 podali návrh novely zákona, která upravuje provoz přívěsných vozíků za kola na českých silnicích a cyklostezkách. Návrh připravili ve spoluprací s komisí ministerstva dopravy pro začlenění rozvoje cyklistické dopravy do silniční legislativy. Vláda 21. září 2011 s návrhem vyjádřila souhlas. Poslanec Jiří Petrů předložil pozměňovací návrh, který zakazuje provoz vozíků na silnicích I. a II. tříd.
V Německu jsou povoleny vozíky o maximálních rozměrech 1×2×1,4 m (š x d x v) a hmotnosti v případě vozíku bez brzdy 40 kg, u vozíku s brzdou 80 kg. Ve vozíku mohou jet maximálně 2 děti do 7 let, zdravotně postižené děti i starší. Cyklopřívěs může vézt pouze cyklista starší 16 let.
Rakouské předpisy požadují osvětlení nezávislé na kolu a také přední, zadní i postranní odrazky na kole. Děti musejí být ve vozíku připoutány a vybaveny přilbou a řidič musí zajistit, aby se dítě při jízdě nevyklánělo a nedosáhlo na dráty v kole. Věková omezení jsou shodná jako v Německu. Šířka vozíku není omezena, pouze u vozíku o šířce větší než 60 cm jsou požadována dodatečná světla.
Polská legislativa s přepravou dětí ve vozících v roce 2011 nepočítala. Slovenská legislativa používání přívěsných vozíků pro děti vysloveně nezakazuje, ale ani vozík pro přepravu osob speciálně nezmiňovala, což však později bylo řešeno novelou. 